# Юлиторнио
Юлиторнио (фин. Ylitornio, швед. Övertorneå) — община в Финляндии, в провинции Лапландия. Расположена на границе со Швецией, на берегу реки Торнионйоки. Площадь — 2213 км².

## География
Напротив Юлиторнио, на другом берегу Торнионйоки находится шведская коммуна Эвертурнео лена Норрботтен. Рельеф общины главным образом холмистый. В 7 км от центра общины, на границе со Швецией, расположена гранитная скала Аавасакса (242м), которая является одним из пунктов геодезической дуги Струве, внесённой в список объектов всемирного наследия ЮНЕСКО. Через западную часть общины проходит шоссе № 21, соединяющее Торнио с крайним северо-западом страны. Внутренние воды составляют 8,3 % от общей площади Юлиторнио, что меньше среднего по стране показателя 12 %.

## Население
Население по данным на 2012 год составляет 4641 человек; по данным на 2000 год оно составляло 5535 человек. Плотность населения — 2,29 чел/км². Официальный язык — финский, родной для 99,3 % населения; на шведском говорят 0,3 % населения; на саамских языках — 0,1 %; на других языках — 0,3 %. Лица в возрасте до 15 лет составляют 13 % населения общины; лица в возрасте старше 65 лет — 27 %.
| 1970 | 1975 | 1980 | 1985 | 1990 | 1995 | 1998 | 2000 | 2002 | 2004 | 2006 | 2008 | 2010 | 2011 |
| ---- | ---- | ---- | ---- | ---- | ---- | ---- | ---- | ---- | ---- | ---- | ---- | ---- | ---- |
| 8240 | 7370 | 6792 | 6648 | 6258 | 6029 | 5752 | 5535 | 5330 | 5275 | 5095 | 4847 | 4740 | 4667 |

## Экономика
Экономика общины основана на туризме и лесном хозяйстве. Промышленность неразвита. Серьёзной проблемой является высокая доля безработных.

## Известные личности
В городе был создан музыкальный коллектив CatCat. Также, здесь родился финский лыжник, призёр чемпионата мира Сами Яухоярви и писательница Роса Ликсом.

## Галерея

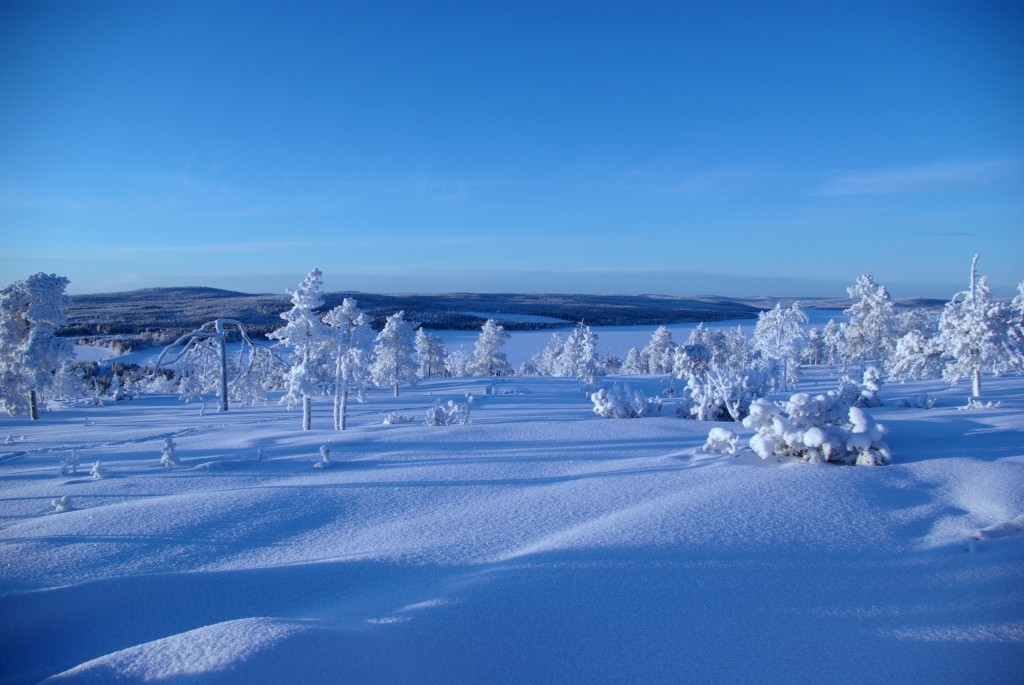
Вид на озеро Исо-Виетонен
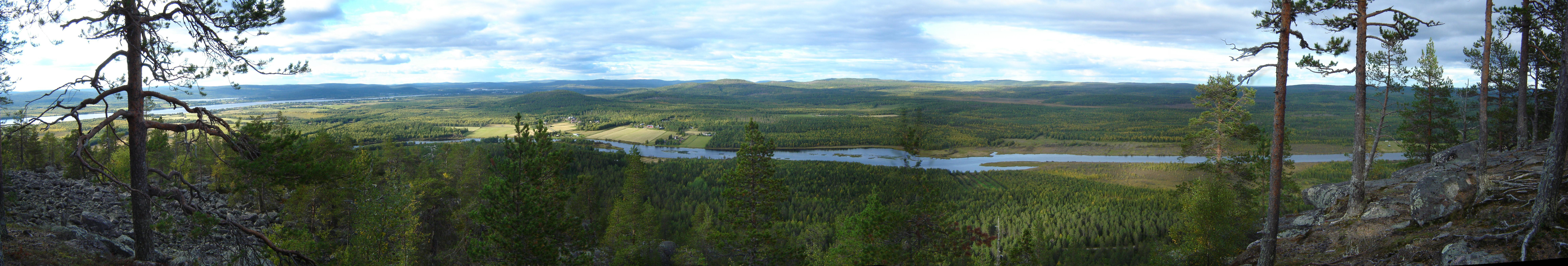
Река Тенгельёнйоки, вид с горы Аавасакса
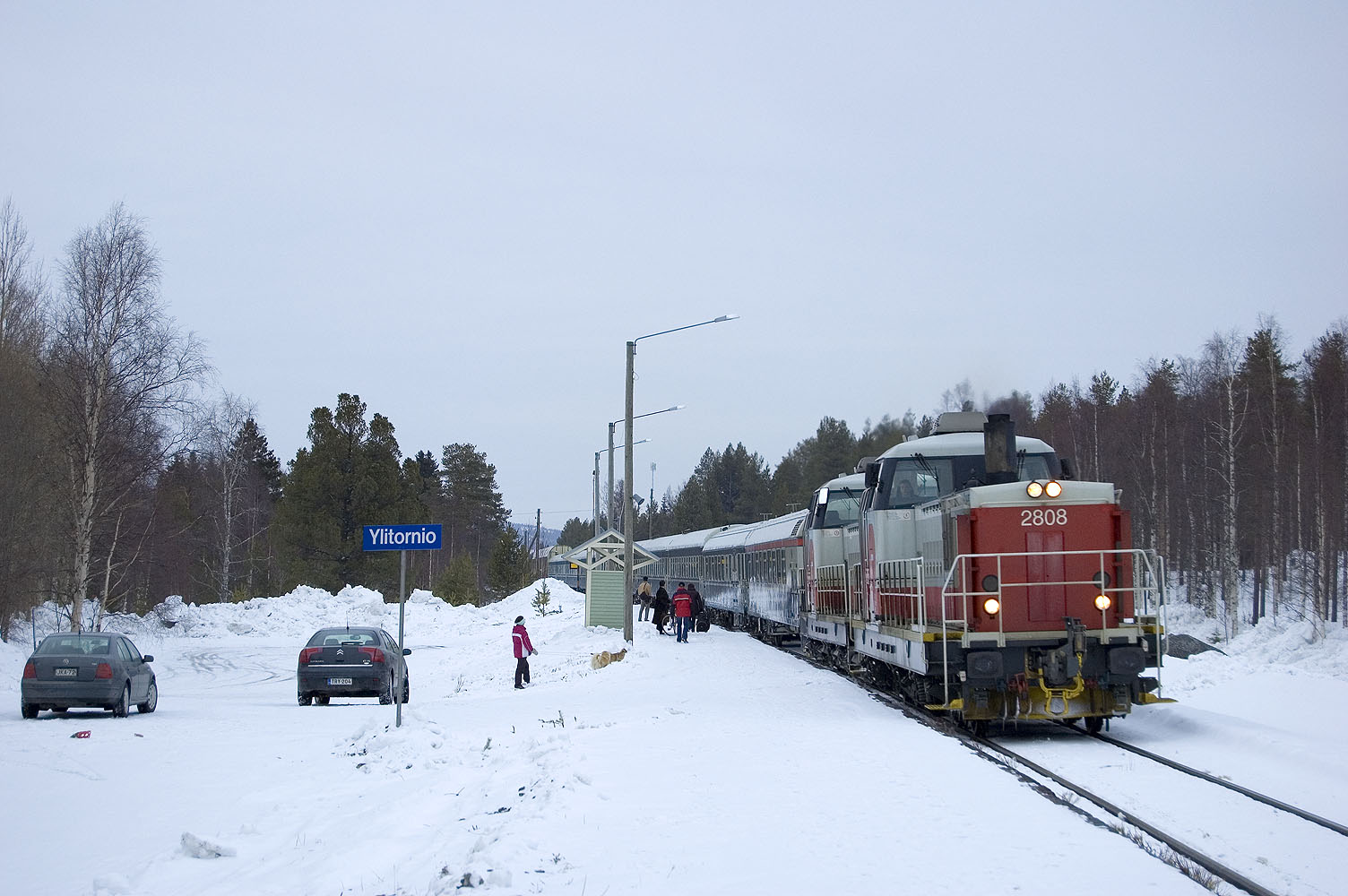
Поезд на станции Юлиторнио
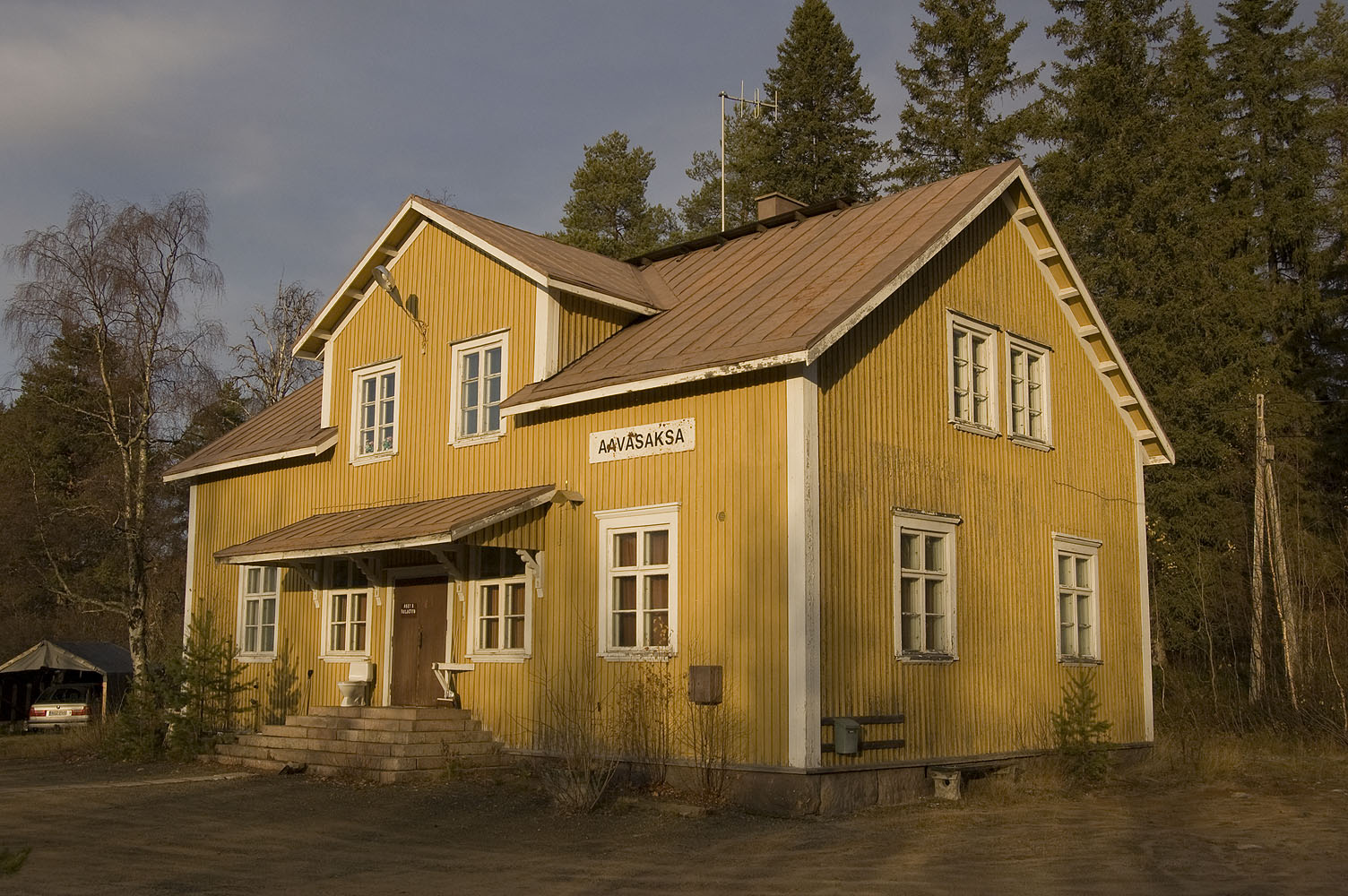
Железнодорожная станция Аавасакса